# 許大亨
許大亨（1522年—1579），字貞甫，號保宇，直隸保定府安肅縣人，民籍，明朝政治人物。

## 生平
嘉靖二十八年（1549年）己酉科順天府鄉試第七十三名舉人。嘉靖四十四年（1565年）中式乙丑科會試第三百三十三名，廷試三甲第十四名進士。工部观政，本年六月授兖州府推官，隆慶二年（1568年）九月考选貴州道御史，三年四月告病。四年九月復除本道，差巡按雲南。萬曆元年（1573年）五月差巡按苏松，二年二月升漢中府知府，三月患病致仕，七年七月卒。

## 家族
曾祖許成；祖父許林；父許景先，母李氏。兄许大朝。